# Jin Yong
Jin Yong (金庸) är författarnamn för Louis Cha Leung-yung (查良鏞博士), född 10 mars 1924 i Haining, Zhejiang, död 30 oktober 2018 i Happy Valley, Hongkong, var en hongkongesisk författare.
Han var specialiserad på wuxiaromaner, en typ av äventyrsroman inom vilken han räknas till de allra främsta i modern tid. Jins berättelser har en framträdande plats i Hongkongs, Taiwans och Kinas populärkultur, och mängder av filmatiseringar och andra överföringar har gjorts. Hans 15 romaner utgivna från 1955 till 1972 har sålts i över 100 miljoner exemplar, vilket gjorde honom till Kinas bäst säljande levande författare. Jin skrev även facklitterära böcker om Kinas historia. Han grundade den hongkongesiska dagstidningen Ming Pao 1959, samt var dess första chefredaktör i 35 år.
Asteroiden 10930 Jinyong är uppkallad efter honom.